# Carillon di Mafra

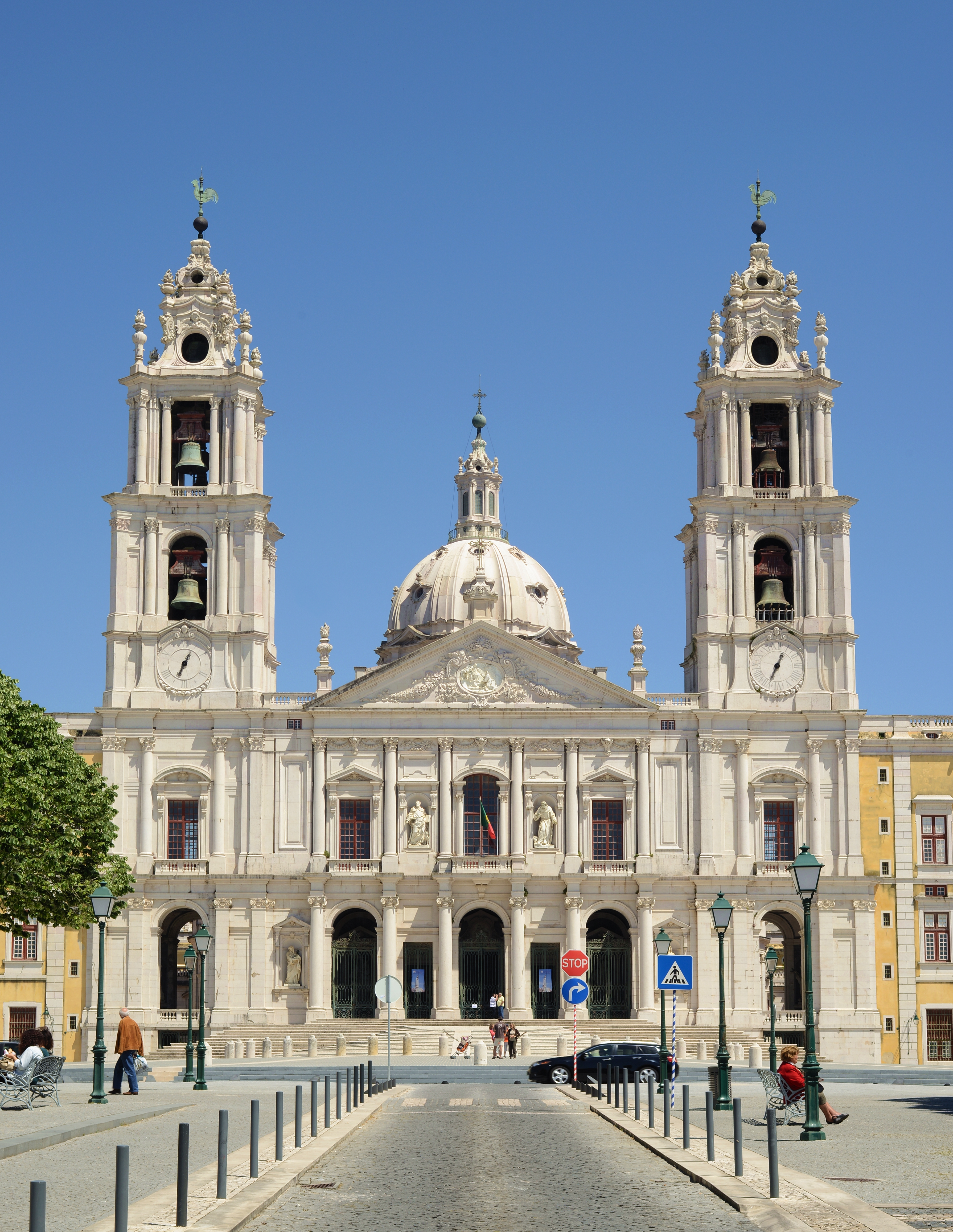
Carillon e facciata principale del Palazzo di Mafra

Il Carillon del Palazzo di Mafra è il più grande complesso di carillon nel mondo. Esso è collocato all'interno dei campanili del Palazzo Nazionale della città portoghese di Mafra e insieme a questo costituiscono un bene protetto dall'UNESCO dal 2019.

## Storia

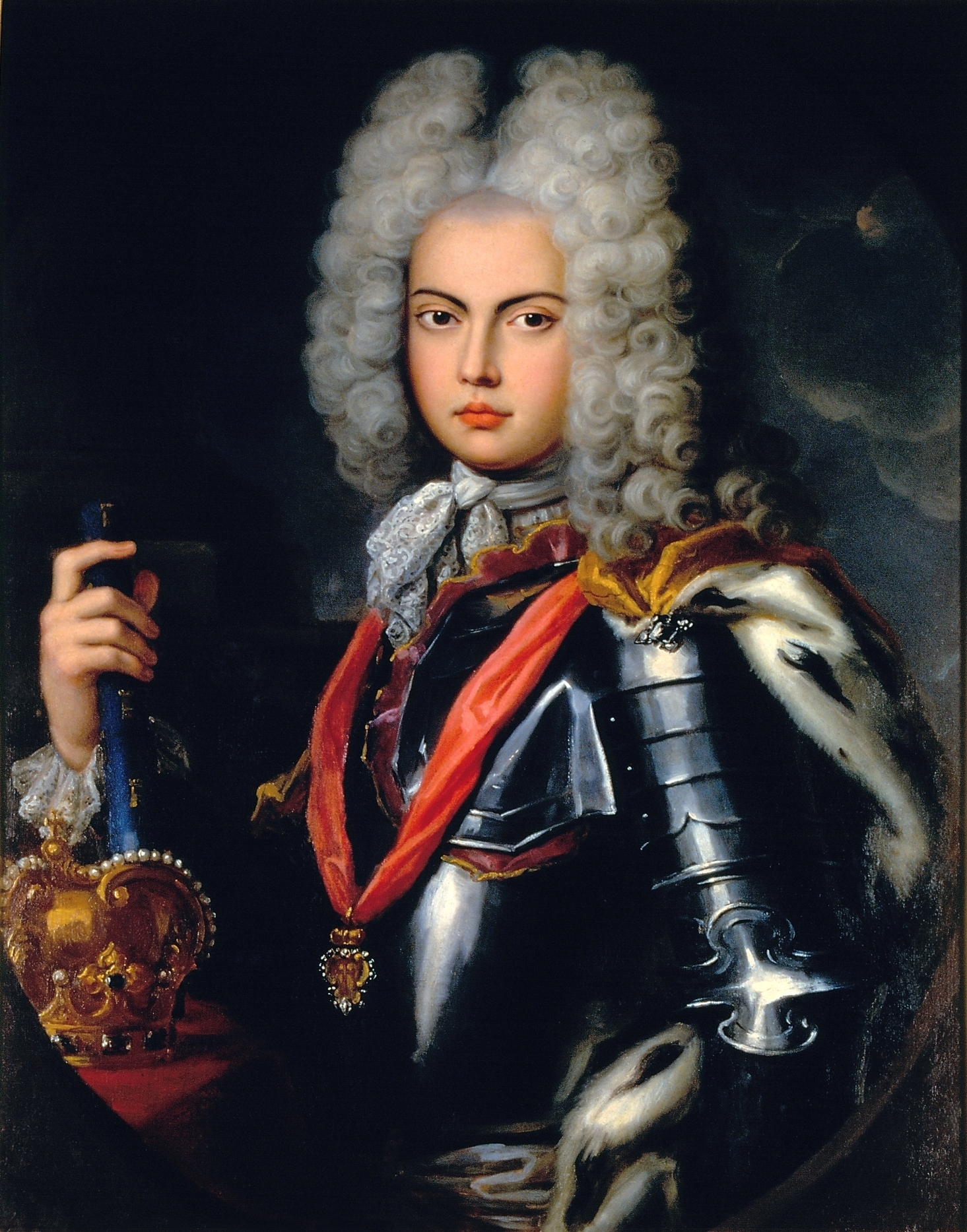
Re Giovanni V del Portogallo, (Dipinto di Pompeo Batoni)

La leggenda narra che, durante un suo viaggio nei Paesi Bassi, il re Giovanni V, al sentire il suono dei numerosi carillon nelle città, decise di dotare il suo nuovo palazzo di Mafra di tali strumenti.
Credenza diffusa è che, all'apprendere del costo di un carillon, il monarca lo trovo tanto irrisorio da volerne prenderne due, da collocare così in entrambi i campanili del palazzo.
I carillon furono realizzati tra il 1730 e il 1731 dai costruttori di campane fiamminghi Nicola II Levache, di Liegi e Willem Witlockx, di Anversa.
A causa dell'usura del tempo, i carillon non entrarono più in azione per circa vent'anni in attesa di restauro. Tale opera è stata effettuata tra il 2015 e il 2019, permettendo così ai carillon di ritornare a suonare, un evento che ha avuto luogo il 2 febbraio 2020.

## Descrizione
Il Carillon è collocato su due torri alte 50 metri all'interno del Palazzo di Mafra, ed è composto da 119 campane in bronzo fuso divise in un carillon (103 campane), un gruppo di campane usate per annunciare la liturgia e altre usate esclusivamente per segnare l'ora.
Entrambi i carillon sono composti da due sistemi che agiscono contemporaneamente:
- Un sistema meccanico, che funziona come un organo a rullo, con due colossali cilindri di bronzo: quando azionati, i perni posizionati su di essi colpiscono chiavi metalliche o pappagalli, attraverso il cui movimento muovono i martelli a campana secondo la melodia voluta. Il carillon meccanico suona in questo modo ogni mezz'ora e ogni ora, dall'alba al tramonto.
- Il carillon può essere in più suonato da un musicista in qualunque momento, premendo con le mani e con i piedi i tasti in legno disposti come una tastiera d'organo.

Situato a 40 km al nord-ovest di Lisbona, il palazzo reale di Mafra e la proprietà adiacente, sono stati concepiti dal re Giovanni V (portoghese: Dom João V) nel 1711 come rappresentazione tangibile della sua idea di monarchia e Stato. Questo imponente edificio quadrangolare ospita i palazzi del re e della regina, una cappella reale a forma di basilica romana barocca, un monastero francescano ed un'impressionante biblioteca contenente 36.000 volumi. Il complesso è completato dal giardino del Cerco, con la sua disposizione geometrica, il parco ed il parco di caccia reali (portoghese: Tapada de Mafra).
Questo complesso è uno dei maggiori capolavori intrapresi dal re Giovanni V ed illustra il potere e la portata dell'Impero portoghese in quel periodo storico. Si tratta, inoltre, di uno dei migliori esempi di architettura barocca in Europa.